# Carolus-Théodorus de Gheldere

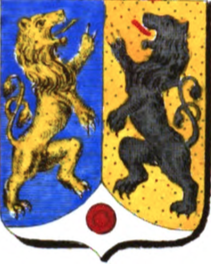
Wapen van de familie de Gheldere

Karel de Gheldere (Brugge, 13 januari 1745 - 23 maart 1832) was een Zuid-Nederlands edelman.
In 1719 werd adelserkenning verleend door keizer Karel VI aan Jacques de Gheldere. De erkenning werd in 1739 in de Zuidelijke Nederlanden geregistreerd. Deze tak doofde in 1785 uit.
In 1727 verleende keizer Karel VI "voor zo veel als nodig" adelsverheffing aan Charles de Gheldere, broer van Jacques.
Karel-Theodoor was een kleinzoon van deze Charles. Hij was een zoon van Charles-Josse de Gheldere, advocaat en gemeenteraadslid van Brugge, en van Anne-Marie Inghels.
Hij werd gemeenteraadslid en schepen van Brugge en trouwde met Rose Wybo (1744-1827). Het echtpaar had vier kinderen. In 1822 werd hij onder het Verenigd Koninkrijk der Nederlanden erkend in de erfelijke adel.
- Jean-Baptiste de Gheldere (1781-1855) trouwde met Anne Ocket (1787-1845).
  - Charles de Gheldere (1812-1884) trouwde met Louise Ossieur (1813-1867) en ze kregen zeven kinderen.
    - Karel de Gheldere (1839-1913) trouwde met Marie Desnick (1836-1927) en ze kregen zes kinderen. De Gheldere was arts en letterkundige. Hij werd lid van van de Koninklijke Academie voor Nederlandse Taal- en Letterkunde. 
      - Karel de Gheldere (1873-1953) trouwde met Marguerite de Cloedt (1882-1961), dochter van senator Emmanuel De Cloedt. Met afstammelingen tot heden.

    - Robert de Gheldere (1882-1969) trouwde met Alix Joos (1882-1922) en trad in tweede huwelijk met Inès Joos (1880-1967). Hij was notaris in Heist, burgemeester van Heist en lid van de provincieraad van West-Vlaanderen.
      - Jan-Baptist de Gheldere Joos (1912-1980) trouwde met Anne-Marie Kaisin (1910- ). Hij werd notaris in Heist, burgemeester van Heist, voorzitter van de provincieraad van West-Vlaanderen. Hij was tijdens de Tweede Wereldoorlog lid van het Verzet, werd opgepakt en overleefde gevangenschap in het concentratiekamp van Buchenwald. Met afstammelingen tot heden.

    - Alphonse de Gheldere (1841-1918) trouwde met Pharaïlde Vanghillewe (1839-1898), en met Sidonie van Vlemmeren (1846-1921). Ze kregen zes kinderen, met afstammelingen tot heden.